# Le Traître (film, 1931)
Pour les articles homonymes, voir Le Traître.
Pour plus de détails, voir Fiche technique et Distribution.
Le Traître (Der Zinker) est un film allemand réalisé par Karel Lamač et Martin Frič, sorti en 1931.
Adapté d'un roman d'Edgar Wallace, le sujet a fait l'objet d'une nouvelle adaptation en 1963 sous le titre L'Énigme du serpent noir.
Cette adaptation introduit un mélange de suspens et de comédie qui devient typique des adaptations ultérieures de Wallace.

## Fiche technique
- Titre : Le Traître
- Titre original : Der Zinker
- Titre anglais : The Squeaker
- Réalisation : Karel Lamač et Martin Frič
- Scénario : Rudolph Cartier, Egon Eis, Otto Eis d'après un roman d'Edgar Wallace
- Photographie : Otto Heller
- Photographe de plateau : Hans Casparius
- Musique : Florian C. Reithner
- Montage : Alwin Elling, Heinz Ritter
- Producteur : Karel Lamač
- Société de production : Ondra-Lamac-Film
- Société de distribution : Süd-Film
- Pays de production : Allemagne  République de Weimar
- Langue : Allemand
- Format : Noir et blanc — 35 mm — 1,20:1 — Son : Mono (Tobis-Klangfilm)
- Genre : Film dramatique
- Durée : 64 minutes
- Date de sortie: 
  - Allemagne : 31 juillet 1931

## Distribution
- Lissy Arna : Lillie / Millie Trent
- Karl Ludwig Diehl : Captain Leslie
- Fritz Rasp : Frank Sutton
- Peggy Norman : Beryl Stedman
- Paul Hörbiger : Josuah Harras, Reporter
- S. Z. Sakall : Bill "Billy" Anerley
- Robert Thoeren : Charles "Charly" Tillmann
- John Mylong : Harry "Juwelen Harry" Webber
- Ernest Reicher : Inspecteur Elford, Scotland Yard
- Karl Forest : Sergent Miller
- Fritz Greiner : Falschspieler
- Marianne Kupfer : Zena
- Antonie Jaeckel